# Aristolochia macgregorii
Aristolochia macgregorii Merr. – gatunek rośliny z rodziny kokornakowatych (Aristolochiaceae Juss.). Występuje endemicznie na Filipinach.

## Morfologia
PokrójPółkrzew dorastający do 1 m wysokości.
LiścieSą potrójnie klapowane. Mają eliptyczny lub lancetowaty kształt. Mają 11–17 cm długości oraz 3–6,5 cm szerokości. Nasada liścia ma prawie sercowaty kształt. Całobrzegie, z ostrym lub spiczastym wierzchołkiem. Ogonek liściowy jest owłosiony i ma długość 3 mm.
KwiatyZebrane są w gronach o długości 1,5 cm. Mają żółtawą barwę. Mają wyprostowany kształt. Łagiewka jest prawie kulista.
OwoceTorebki o podłużnie elipsoidalnym kształcie. Mają 1,5 cm długości i 1 cm szerokości.

## Biologia i ekologia
Rośnie w zaroślach. Występuje na terenach nizinnych.